# Cleveland Rockers 1997
La stagione 1997 delle Cleveland Rockers fu la 1ª nella WNBA per la franchigia.
Le Cleveland Rockers arrivarono quarte nella Eastern Conference con un record di 15-13, non qualificandosi per i play-off.

## Roster
| N° | Naz.                   | Ruolo | Sportivo             | Anno | Alt. | Peso |
| -- | ---------------------- | ----- | -------------------- | ---- | ---- | ---- |
| 4  | Stati Uniti (bandiera) | G     | Lynette Woodard      | 1959 | 183  | 73   |
| 6  | Rep. Ceca (bandiera)   | A     | Eva Němcová          | 1972 | 191  | 78   |
| 8  | Stati Uniti (bandiera) | C     | Janice Lawrence      | 1962 | 191  | 81   |
| 11 | Stati Uniti (bandiera) | G     | Tina Nicholson       | 1973 | 160  | 66   |
| 13 | Francia (bandiera)     | A     | Isabelle Fijalkowski | 1972 | 196  | 91   |
| 14 | Stati Uniti (bandiera) | G     | Jenny Boucek         | 1973 | 173  | 59   |
| 20 | Stati Uniti (bandiera) | G     | Marcie Alberts       | 1975 | 163  |      |
| 25 | Stati Uniti (bandiera) | G     | Merlakia Jones       | 1973 | 175  | 67   |
| 31 | Stati Uniti (bandiera) | G     | Adrienne Johnson     | 1974 | 178  | 68   |
| 34 | Stati Uniti (bandiera) | A     | Rushia Brown         | 1972 | 188  | 79   |
| 40 | Stati Uniti (bandiera) | A     | Anita Maxwell        | 1974 | 180  | 84   |
| 44 | Stati Uniti (bandiera) | G     | Michelle Edwards     | 1966 | 175  | 68   |

## Staff tecnico
- Allenatore: Linda Hill-MacDonald
- Vice-allenatore: Susan Yow